# Vielmur-sur-Agout
Vielmur-sur-Agout é uma comuna francesa na região administrativa da Occitânia, no departamento de Tarn. Estende-se por uma área de 11.61 km², e possui 1.440 habitantes, segundo o censo de 2018, com uma densidade de 120 hab/km².